# Psilopogon mystacophanos
El barbudo arlequín (Psilopogon mystacophanos) es una especie de ave piciforme de la familia Megalaimidae que vive en el sudeste asiático.

## Distribución y hábitat
Ocupa las selvas tropicales de tierras bajas de la península malaya y las islas de Sumatra y Borneo, además de algún islote circundante; distribuido por el sur de Birmania, Brunéi, Indonesia, Malasia, Singapur y Tailandia. Está amenazado por la pérdida de hábitat.